# Ледбал
Ледбал — река, протекающая по территории Воскресенского сельского поселения Череповецкого района Вологодской области России, правый приток Шулмы.
Течёт на юг, впадает в Шулму в 63 км от её устья. Длина реки составляет 25 км. На берегах расположены деревни Красково, Новодубровка, Поповка. Крупнейший приток — Чёрный ручей — впадает в 13 км от устья по левому берегу.

## Данные водного реестра
По данным государственного водного реестра России относится к Верхневолжскому бассейновому округу, водохозяйственный участок реки — Суда от истока и до устья, речной подбассейн реки — Реки бассейна Рыбинского водохранилища. Речной бассейн реки — (Верхняя) Волга до Куйбышевского водохранилища (без бассейна Оки).
По данным геоинформационной системы водохозяйственного районирования территории РФ, подготовленной Федеральным агентством водных ресурсов:
- Код водного объекта в государственном водном реестре — 08010200212110000008002
- Код по гидрологической изученности (ГИ) — 110000800
- Код бассейна — 08.01.02.002
- Номер тома по ГИ — 10
- Выпуск по ГИ — 0